# Subaru Justy

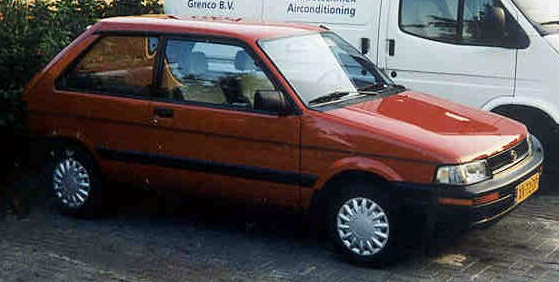
Subaru Justy I

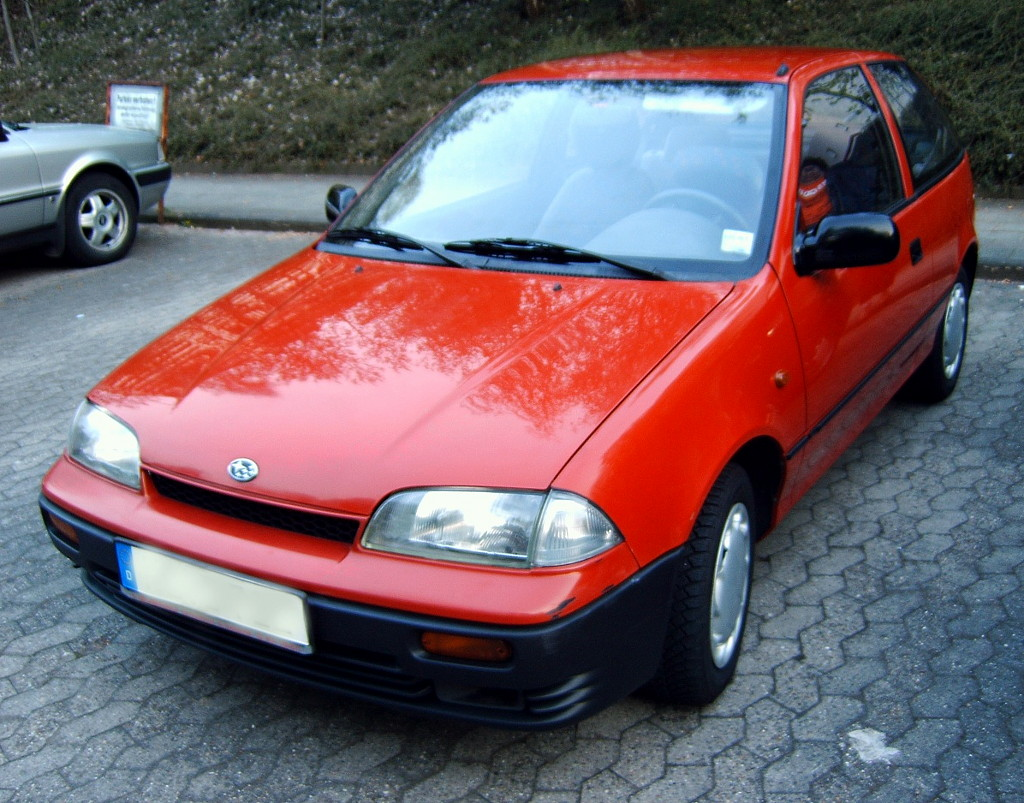
Subaru Justy II (baserad på Suzuki Swift)

Subaru Justy är en mindre bilmodell som i sin första generation presenterades 1984.
Den första generationen utvecklades helt av Subaru och fanns med endast fram- eller fyrhjulsdrift, den fyrhjulsdrivna modellen hade in- och urkopplingsbar fyrhjulsdrift. Detta var unikt för en så liten bilmodell. Justy erbjöds som tre- eller femdörrars halvkombi och såldes i Sverige som Subaru Trendy under slutet av 1980-talet. Endast varianten med fyrhjulsdrift såldes i Sverige. Försäljningen i Sverige led av bilens höga pris; lite färre än 300 såldes 1985 och 182 exemplar 1986. Tidigt 1987 ersattes enlitersvarianten med 55hk av en katalysatorrenad 1.2-liters med 67hk. Priset var fortfarande högt, dock, och Trendyn konkurrerade prismässigt med till exempel Alfa Romeo 33 med 95hk.
1995 presenterades en ersättare med samma namn, men denna gång handlade det inte om någon egenutvecklad modell utan av en kosmetiskt modifierad, framhjulsdriven Suzuki Swift. Denna generation genomgick en mindre ansiktslyftning 1997 och ersattes 2003 av en fyrhjulsdriven modell med samma namn som tekniskt baserades på Suzuki Ignis. Denna generation särskiljde sig från tidigare Justymodeller i det att den utseendemässigt mer var en SUV än en småbil.
Under hösten 2007 debuterade den fjärde generationens Subaru Justy. Denna gång handlar det om ett lätt modifierad Daihatsu Sirion; en högbyggd småbil med femdörrars halvkombikaross och framhjulsdrift. I samband med denna nya generation börjar modellen åter att marknadsföras i Sverige och klassificeras som miljöbil på grund av låga utsläppshalter. 

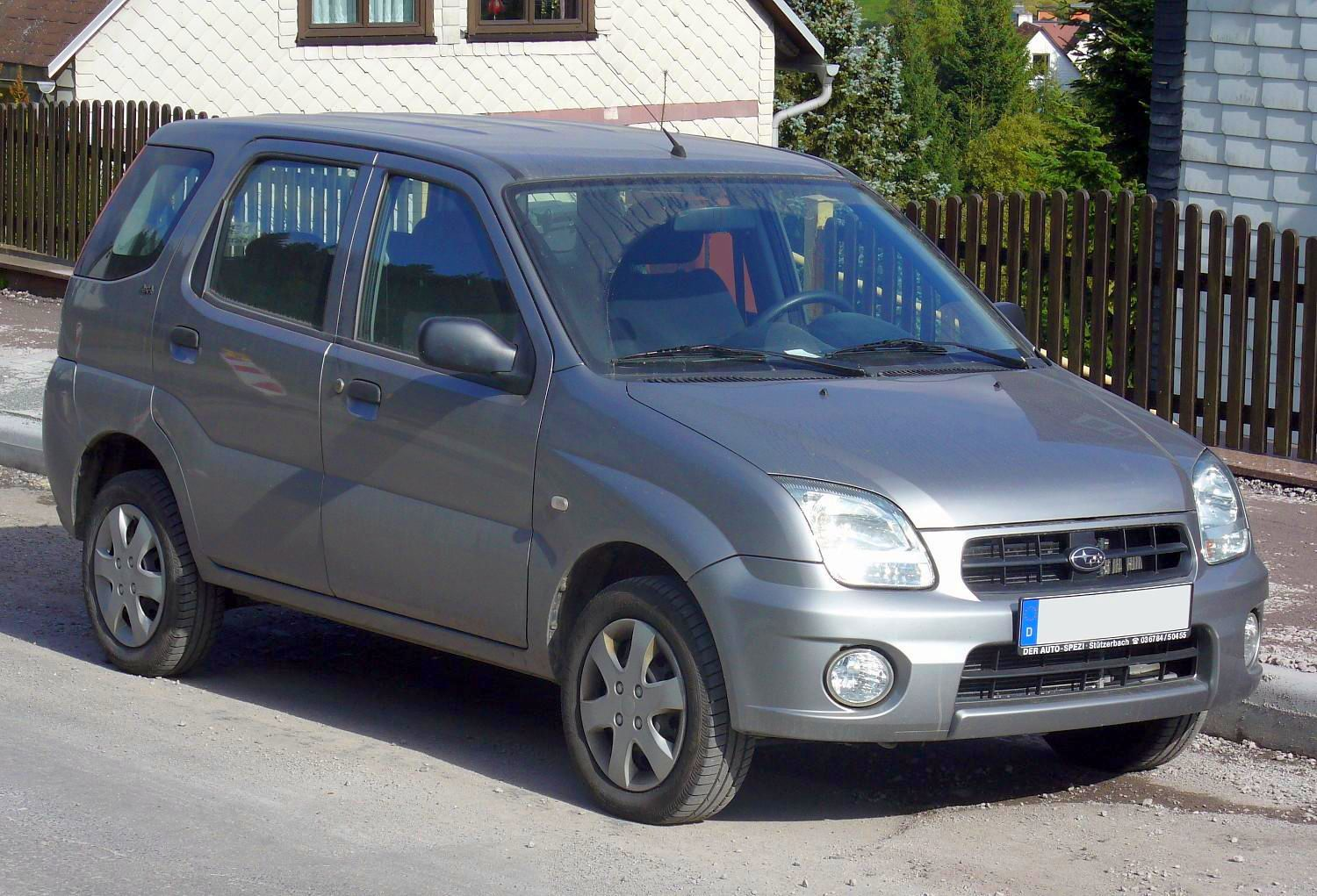
Subaru Justy III ( baserad på Suzuki Ignis)
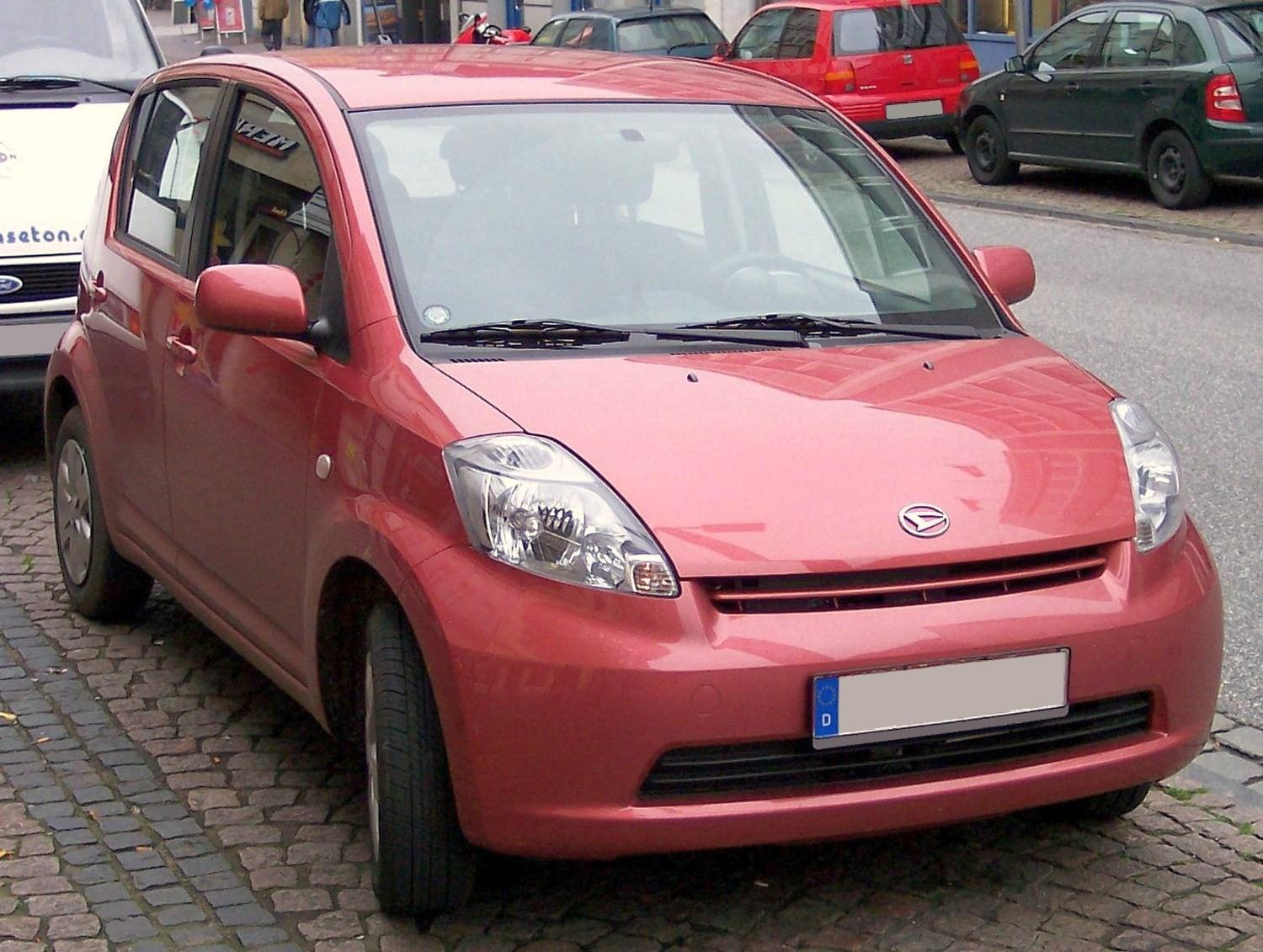
Subaru Justy IV (Daihatsu Sirion)